# Seasons of the Black
Seasons of the Black è il ventesimo album in studio del gruppo musicale power metal tedesco Rage, pubblicato nel 2017 dalla Nuclear Blast.
L'album è stato registrato tra gennaio e febbraio 2017 presso i Soundchaser Studios (Zandhoven, Belgio) e gli Studios (Burscheid, Germania). Il missaggio è stato eseguito presso gli Unisound Studios (Grefrath, Germania).

## Tracce

### Edizione standard
1. Season of the Black – 4:55
2. Serpents in Disguise – 4:13
3. Blackened Karma – 4:38
4. Time Will Tell – 5:04
5. Septic Bite – 4:20
6. Walk Among the Dead – 4:05
7. All We Know Is Not – 4:20
8. The Tragedy Of Man. I - Gaia – 1:02
9. The Tragedy Of Man. II - Justify – 6:09
10. The Tragedy Of Man. III - Bloodshed in Paradise – 5:39
11. The Tragedy Of Man. IV - Farewell – 7:21

### Disco bonus
Il disco bonus contiene le versioni riregistrate di alcuni brani degli Avenger, prima incarnazione dei Rage.
1. Adoration – 3:32
2. Southcross Union – 3:43
3. Assorted by Satan – 4:22
4. Faster than Hell – 3:16
5. Sword Made of Steel – 5:16
6. Down to the Bone – 4:12

## Formazione

### Gruppo
- Peter Wagner – voce, basso
- Marcos Rodriguez – chitarra
- Vassilios "Lucky" Maniatopoulos – batteria

### Produzione
- Dan Swanö – missaggio, mastering
- Peter Wagner – produzione
- Vassilios Maniatopoulos – produzione
- Marcos Rodríguez – produzione, ingegneria del suono
- Christoph Tkocz – ingegneria del suono
- Karim König – copertina
- Germán Gonzales – fotografia